# Pūzeh Gāh
Pūzeh Gāh (persiska: پوزگاه, پوزِه گاه, پُّزگَه, پورگَن, Pūzgāh) är en ort i Iran.   Den ligger i provinsen Bushehr, i den centrala delen av landet, 700 km söder om huvudstaden Teheran. Pūzeh Gāh ligger 13 meter över havet och antalet invånare är 684.
Terrängen runt Pūzeh Gāh är platt.Runt Pūzeh Gāh är det ganska glesbefolkat, med 38 invånare per kvadratkilometer. Närmaste större samhälle är Bandar-e Ganāveh, 16,0 km väster om Pūzeh Gāh. Trakten runt Pūzeh Gāh är ofruktbar med lite eller ingen växtlighet.